# In His Own Write
In His Own Write es un libro por John Lennon publicado en marzo de 1964. El libro contiene cuentos, poemas, y dibujos de línea, este libro es conocido por ser primer libro en ser publicado por un beatle. Después en 1965, John Lennon publicó su segundo libro A Spaniard in the Works.